# 2001年
2001年（2001 ねん）は、西暦（グレゴリオ暦）による、月曜日から始まる平年。平成13年。21世紀最初の年である。
この項目では、国際的な視点に基づいた2001年について記載する。

## 他の紀年法
- 干支：辛巳（かのと み）
- 日本（月日は一致）
  - 平成13年
  - 皇紀2661年
- 大韓民国（月日は一致）
  - 檀紀4334年
- 中華民国（月日は一致）
  - 中華民国90年
- 朝鮮民主主義人民共和国（月日は一致）
  - 主体90年
- 仏滅紀元：2543年 - 2544年
- イスラム暦：1421年10月5日 - 1422年10月15日
- ユダヤ暦：5761年4月6日 - 5762年4月16日
- Unix Time：978307200 - 1009843199
- 修正ユリウス日 (MJD)：51910 - 52274
- リリウス日 (LD)：152751 - 153115

## カレンダー
| 1月 |    |    |    |    |    |    |
| 日  | 月 | 火 | 水 | 木 | 金 | 土 |
|     | 1  | 2  | 3  | 4  | 5  | 6  |
| 7   | 8  | 9  | 10 | 11 | 12 | 13 |
| 14  | 15 | 16 | 17 | 18 | 19 | 20 |
| 21  | 22 | 23 | 24 | 25 | 26 | 27 |
| 28  | 29 | 30 | 31 |    |    |    |
|     |    |    |    |    |    |    |

| 2月 |    |    |    |    |    |    |
| 日  | 月 | 火 | 水 | 木 | 金 | 土 |
|     |    |    |    | 1  | 2  | 3  |
| 4   | 5  | 6  | 7  | 8  | 9  | 10 |
| 11  | 12 | 13 | 14 | 15 | 16 | 17 |
| 18  | 19 | 20 | 21 | 22 | 23 | 24 |
| 25  | 26 | 27 | 28 |    |    |    |
|     |    |    |    |    |    |    |

| 3月 |    |    |    |    |    |    |
| 日  | 月 | 火 | 水 | 木 | 金 | 土 |
|     |    |    |    | 1  | 2  | 3  |
| 4   | 5  | 6  | 7  | 8  | 9  | 10 |
| 11  | 12 | 13 | 14 | 15 | 16 | 17 |
| 18  | 19 | 20 | 21 | 22 | 23 | 24 |
| 25  | 26 | 27 | 28 | 29 | 30 | 31 |
|     |    |    |    |    |    |    |

| 4月 |    |    |    |    |    |    |
| 日  | 月 | 火 | 水 | 木 | 金 | 土 |
| 1   | 2  | 3  | 4  | 5  | 6  | 7  |
| 8   | 9  | 10 | 11 | 12 | 13 | 14 |
| 15  | 16 | 17 | 18 | 19 | 20 | 21 |
| 22  | 23 | 24 | 25 | 26 | 27 | 28 |
| 29  | 30 |    |    |    |    |    |
|     |    |    |    |    |    |    |

| 5月 |    |    |    |    |    |    |
| 日  | 月 | 火 | 水 | 木 | 金 | 土 |
|     |    | 1  | 2  | 3  | 4  | 5  |
| 6   | 7  | 8  | 9  | 10 | 11 | 12 |
| 13  | 14 | 15 | 16 | 17 | 18 | 19 |
| 20  | 21 | 22 | 23 | 24 | 25 | 26 |
| 27  | 28 | 29 | 30 | 31 |    |    |
|     |    |    |    |    |    |    |

| 6月 |    |    |    |    |    |    |
| 日  | 月 | 火 | 水 | 木 | 金 | 土 |
|     |    |    |    |    | 1  | 2  |
| 3   | 4  | 5  | 6  | 7  | 8  | 9  |
| 10  | 11 | 12 | 13 | 14 | 15 | 16 |
| 17  | 18 | 19 | 20 | 21 | 22 | 23 |
| 24  | 25 | 26 | 27 | 28 | 29 | 30 |
|     |    |    |    |    |    |    |

| 7月 |    |    |    |    |    |    |
| 日  | 月 | 火 | 水 | 木 | 金 | 土 |
| 1   | 2  | 3  | 4  | 5  | 6  | 7  |
| 8   | 9  | 10 | 11 | 12 | 13 | 14 |
| 15  | 16 | 17 | 18 | 19 | 20 | 21 |
| 22  | 23 | 24 | 25 | 26 | 27 | 28 |
| 29  | 30 | 31 |    |    |    |    |
|     |    |    |    |    |    |    |

| 8月 |    |    |    |    |    |    |
| 日  | 月 | 火 | 水 | 木 | 金 | 土 |
|     |    |    | 1  | 2  | 3  | 4  |
| 5   | 6  | 7  | 8  | 9  | 10 | 11 |
| 12  | 13 | 14 | 15 | 16 | 17 | 18 |
| 19  | 20 | 21 | 22 | 23 | 24 | 25 |
| 26  | 27 | 28 | 29 | 30 | 31 |    |
|     |    |    |    |    |    |    |

| 9月 |    |    |    |    |    |    |
| 日  | 月 | 火 | 水 | 木 | 金 | 土 |
|     |    |    |    |    |    | 1  |
| 2   | 3  | 4  | 5  | 6  | 7  | 8  |
| 9   | 10 | 11 | 12 | 13 | 14 | 15 |
| 16  | 17 | 18 | 19 | 20 | 21 | 22 |
| 23  | 24 | 25 | 26 | 27 | 28 | 29 |
| 30  |    |    |    |    |    |    |
|     |    |    |    |    |    |    |

| 10月 |    |    |    |    |    |    |
| 日   | 月 | 火 | 水 | 木 | 金 | 土 |
|      | 1  | 2  | 3  | 4  | 5  | 6  |
| 7    | 8  | 9  | 10 | 11 | 12 | 13 |
| 14   | 15 | 16 | 17 | 18 | 19 | 20 |
| 21   | 22 | 23 | 24 | 25 | 26 | 27 |
| 28   | 29 | 30 | 31 |    |    |    |
|      |    |    |    |    |    |    |

| 11月 |    |    |    |    |    |    |
| 日   | 月 | 火 | 水 | 木 | 金 | 土 |
|      |    |    |    | 1  | 2  | 3  |
| 4    | 5  | 6  | 7  | 8  | 9  | 10 |
| 11   | 12 | 13 | 14 | 15 | 16 | 17 |
| 18   | 19 | 20 | 21 | 22 | 23 | 24 |
| 25   | 26 | 27 | 28 | 29 | 30 |    |
|      |    |    |    |    |    |    |

| 12月 |    |    |    |    |    |    |
| 日   | 月 | 火 | 水 | 木 | 金 | 土 |
|      |    |    |    |    |    | 1  |
| 2    | 3  | 4  | 5  | 6  | 7  | 8  |
| 9    | 10 | 11 | 12 | 13 | 14 | 15 |
| 16   | 17 | 18 | 19 | 20 | 21 | 22 |
| 23   | 24 | 25 | 26 | 27 | 28 | 29 |
| 30   | 31 |    |    |    |    |    |
|      |    |    |    |    |    |    |

## できごと

### 1月
- 1月1日
  - この日から3千年紀、21世紀が始まった。
  - ギリシャがユーロを導入した。
  - 1985年つくば科学万博「ポストカプセル2001」に投函された手紙300万通以上が配達された。
- 1月5日 - Linux 2.4.0 リリース。
- 1月6日 - 日本の中央省庁再編。従来の1府22省庁が、1府12省庁に再編された。
- 1月8日 - エルサルバドル地震
- 1月15日 - 最初のウィキペディアである英語版が開設された。
- 1月20日
  - ジョージ・W・ブッシュがアメリカ合衆国大統領に就任した。
  - グロリア・アロヨがフィリピン大統領に就任した。
- 1月26日 - インド西部地震。約2万人が死亡。
- 1月31日 - 日本航空機駿河湾上空ニアミス事故

### 2月
- 2月9日 - ハワイ州のオアフ島沖で、愛媛県立宇和島水産高校の実習船「えひめ丸」がアメリカ海軍の原子力潜水艦グリーンビルと衝突して沈没し、9人が死亡した。（えひめ丸事故）
- 2月22日 - コロンビアで、矢崎総業の現地法人「矢崎シーメル」社の日本人副社長がコロンビア革命軍に誘拐された。約2年9ヵ月後に遺体で発見される。（コロンビア邦人副社長誘拐事件）

### 3月
- 3月7日 - アリエル・シャロンがイスラエル首相に就任した。
- 3月24日
  - 芸予地震 (Mw 6.8)
  - Mac OS X v10.0が発売。9月25日にはMac OS X v10.1リリース。
- 3月31日 - ユニバーサル・スタジオ・ジャパンが開園。

### 4月
- 4月1日
  - アメリカ海軍の電子偵察機EP-3Eが中国軍機と接触し、海南島の飛行場に緊急着陸した。（海南島事件）
  - オランダで世界初の同性結婚法が施行された。
  - 日本で情報公開法が施行された。
- 4月2日 - シアトル・マリナーズのイチローがオークランド・アスレチックスとの開幕戦でメジャーデビュー。1番・右翼手で先発出場し、第4打席にセンター前へメジャー初安打を放った。第5打席にはバント安打を記録して2安打1得点の活躍。チームの勝利に貢献するという好スタートを切った。
- 4月26日 - 小泉純一郎が日本の第87代内閣総理大臣に就任し、第1次小泉内閣が発足。

### 5月
- 5月20日 - 日本語版を含む13の非英語版ウィキペディアが発足、以後多言語化される。

### 6月
- 6月1日 - ネパール王族殺害事件
- 6月8日 - 大阪教育大学附属池田小学校に刃物を持った男が乱入して児童・教職員などを殺傷させ、児童8人が死亡し、児童および教職員を含む15人が負傷する惨事となった。（附属池田小事件）
- 6月11日 - アメリカオクラホマシティ連邦政府ビル爆破事件の主犯ティモシー・マクベイが薬物により処刑された。
- 6月15日 - 上海協力機構が発足。
- 6月27日 - 国際司法裁判所が、1999年に米・アリゾナ州で行われたドイツ人の処刑は裁判所の処刑延期判決を無視したものであり不当であるとする判決を下した。

### 7月
- 7月12日 - Google 画像検索のサービスが開始された。
- 7月13日 - 2008年夏季オリンピックの開催地が中国北京に決定した。
- 7月16日 - 中露善隣友好協力条約が調印。
- 7月19日 - ワームCode Redの感染が拡大。ネットワークトラフィックが急増し、どのサイトも繋がりにくい状態が発生した。
- 7月20日〜22日 - 第27回主要国首脳会議（イタリア・ジェノヴァ）
- 7月21日 - 兵庫県明石市で群衆雪崩が発生し、死者11人、重軽傷者247人。（明石花火大会歩道橋事故）
- 7月23日 - メガワティ・スティアワティ・スカルノプトゥリがインドネシア大統領に就任した。
- 7月24日 - 北朝鮮の金容三鉄道相が訪露。

### 8月
- 8月3日〜12日 - 2001年世界陸上競技選手権大会（カナダ・エドモントン）
- 8月13日 - 日本の小泉首相が靖国神社を参拝。中国や韓国が反発。
- 8月16日〜26日 - ワールドゲームズ2001が日本の秋田県で開催[1]。アジアで初の大会となる。
- 8月29日 - 種子島宇宙センターにて日本のH-IIAロケット試験機1号機が打ち上げられた。

### 9月

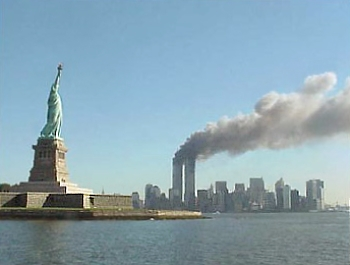
自由の女神像の背景で炎上するツインタワー（9月11日）

- 9月1日 - 歌舞伎町ビル火災。死者44名。
- 9月4日 - 東京ディズニーシーがグランドオープン。
- 9月5日 - ジョン・ケージ・オルガン・プロジェクトによる『Organ²/ASLSP』の演奏開始。
- 9月9日 - コンピュータシステムにおける2001年9月9日問題。
- 9月11日 - アメリカ同時多発テロ事件。アメリカ合衆国で4機の航空機がハイジャックされ、そのうち2機がニューヨーク世界貿易センタービルのツインタワーに衝突し、ビルは倒壊した。死者は約3,000人に上り、アメリカ史上最悪のテロ事件となった。
- 9月27日 - スイスでツーク州議会銃乱射事件が発生。

### 10月
- 10月4日 - 黒海上空でロシアの民間航空機が、ウクライナ防空軍により誤って撃墜された。（シベリア航空機撃墜事件）
- 10月5日 - アメリカフロリダ州の新聞社に炭疽菌が送りつけられた。以降も同様の事件が続いた。（アメリカ炭疽菌事件）
- 10月7日 - アメリカ軍がアフガニスタンに侵攻を開始。（アフガニスタン紛争 (2001年-2021年)、ターリバーン政権に対する戦争）
- 10月23日 - iPodが発表された。当初はMac専用であったが、革命的なデジタルオーディオプレーヤーとして話題になり、後にヒットする。
- 10月25日 - Windows XP OEM版発売。リテール版は11月16日発売。

### 11月
- 11月10日 - 中華人民共和国の世界貿易機関加盟がWTO第4回閣僚会議にて可決された。
- 11月12日 - アメリカニューヨーク東部のクィーンズ地区に旅客機が墜落し、乗員乗客260人全員と地上の5人が死亡した。同時多発テロ直後のため厳戒態勢を敷いていたが、先行旅客機の乱気流遭遇時の方向舵の過剰な操作による事故であることが判明。（アメリカン航空587便墜落事故）
- 11月25日 - 米政府はアメリカ同時多発テロ事件の発生を受けて、国内の安全情報に関する情報機関を一つに集約するため、国土安全保障省が発足した。初代長官はトム・リッジ。
- 11月26日 - 北朝鮮で、平壌市内の電気機関車工場が2001年の生産目標である100台を達成する見通しであると、平壌放送が報じる。
- 11月29日 - ザ・ビートルズのメンバージョージ・ハリスンが病死。

### 12月
- 12月1日 - 愛子内親王が生誕。
- 12月11日 - 中国のWTO（世界貿易機関）加盟発効。
- 12月22日 - 日本近海における北朝鮮の工作船による事件が発生した。（九州南西海域工作船事件）
- 12月23日 - アルゼンチン政府が対外債務の一時支払い停止を宣言した。

## 天候・天災・観測等
- 1月13日：エルサルバドル大地震発生。M7.8。
- 1月26日：インド西部地震発生。M7.9。
- 11月19日：しし座流星群がピーク。

## 芸術・文化・ファッション

### スポーツ

#### 陸上競技
- 世界陸上エドモントン大会：8月3日（日本時間では8月4日）-8月12日

##### マラソン
- 日本の高橋尚子がベルリンマラソンで2時間19分46秒の当時世界最高記録で優勝。

### 音楽
- 10月3日 - 国際現代音楽協会 (ISCM)が主催する世界最大の現代音楽祭、ISCM World Music Days横浜大会が開幕。70年以上の歴史を持つ同音楽祭の史上初めての日本での開催。
- Apple Computer、iTunesをリリース。11月17日にiPodを発売。革新的なミュージックプレイヤーとしてMacユーザーの間に広まるが、いずれもまだこの時期はWindowsには対応しておらず、大ヒットするのは2003年以降である。

### 映画
- 3月9日 - 『息子の部屋』がイタリアで公開（監督：ナンニ・モレッティ）
- 4月22日 - 『シュレック』がアメリカで公開（監督：アンドリュー・アダムソン, ヴィッキー・ジェンソン）
- 4月25日 - 『アメリ』がフランスで公開（監督：ジャン＝ピエール・ジュネ）
- 5月21日 - 『ノー・マンズ・ランド』がカンヌで公開（監督：ダニス・タノヴィッチ）
- 5月24日 - 『ムーラン・ルージュ』がアメリカで公開（監督：バズ・ラーマン）
- 7月11日 - 『ファイナルファンタジー』がアメリカで公開（監督：アル・ライナー（英語版））, （監督：ジェフ・ヴィンター（英語版））
- 7月12日 - 『少林サッカー』が香港で公開（監督：周星馳）
- 7月18日 - 『ジュラシック・パークIII』がオーストラリアで公開（監督：ジョー・ジョンストン）
- 7月20日 - 『千と千尋の神隠し』が日本で公開（監督：宮崎駿、日本では歴代の興行収入トップとなる308億円[2] を記録）
- 7月20日 - 『ゴーストワールド』がアメリカで公開（監督：テリー・ツワイゴフ）
- 7月20日 - 『ヘドウィグ・アンド・アングリーインチ』がアメリカで公開（監督：ジョン・キャメロン・ミッチェル）
- 7月27日 - 『猟奇的な彼女』が韓国で公開（監督：クァク・ジェヨン）
- 10月19日 - 『マルホランド・ドライブ』がアメリカで公開（監督：デヴィッド・リンチ）
- 11月2日 - 『モンスターズ・インク』がアメリカで世界初公開（監督：ピート・ドクター）
- 11月4日 - 『ハリー・ポッターと賢者の石』がイギリス・ロンドンで世界初公開（監督：クリス・コロンバス、主演：ダニエル・ラドクリフ）
- 11月7日 - 『ゴスフォード・パーク』がロンドンで公開（監督：ロバート・アルトマン）
- 12月6日 - 『ザ・ロイヤル・テネンバウムズ』がアメリカで公開（監督：ウェス・アンダーソン）
- 12月18日 - 『ブラックホーク・ダウン』がアメリカで公開（監督：リドリー・スコット）
- 12月19日 - 『ロード・オブ・ザ・リング』がアメリカで公開（監督：ピーター・ジャクソン）
- 12月21日 - 『ビューティフル・マインド』がアメリカで公開（監督：ロン・ハワード）
- 12月21日 - 『ジミー・ニュートロン 僕は天才発明家!』がアメリカで公開（監督：ジョン・A・デイヴィス）
- 12月26日 - 『チョコレート』がアメリカで公開（監督：マーク・フォースター）

### ゲーム

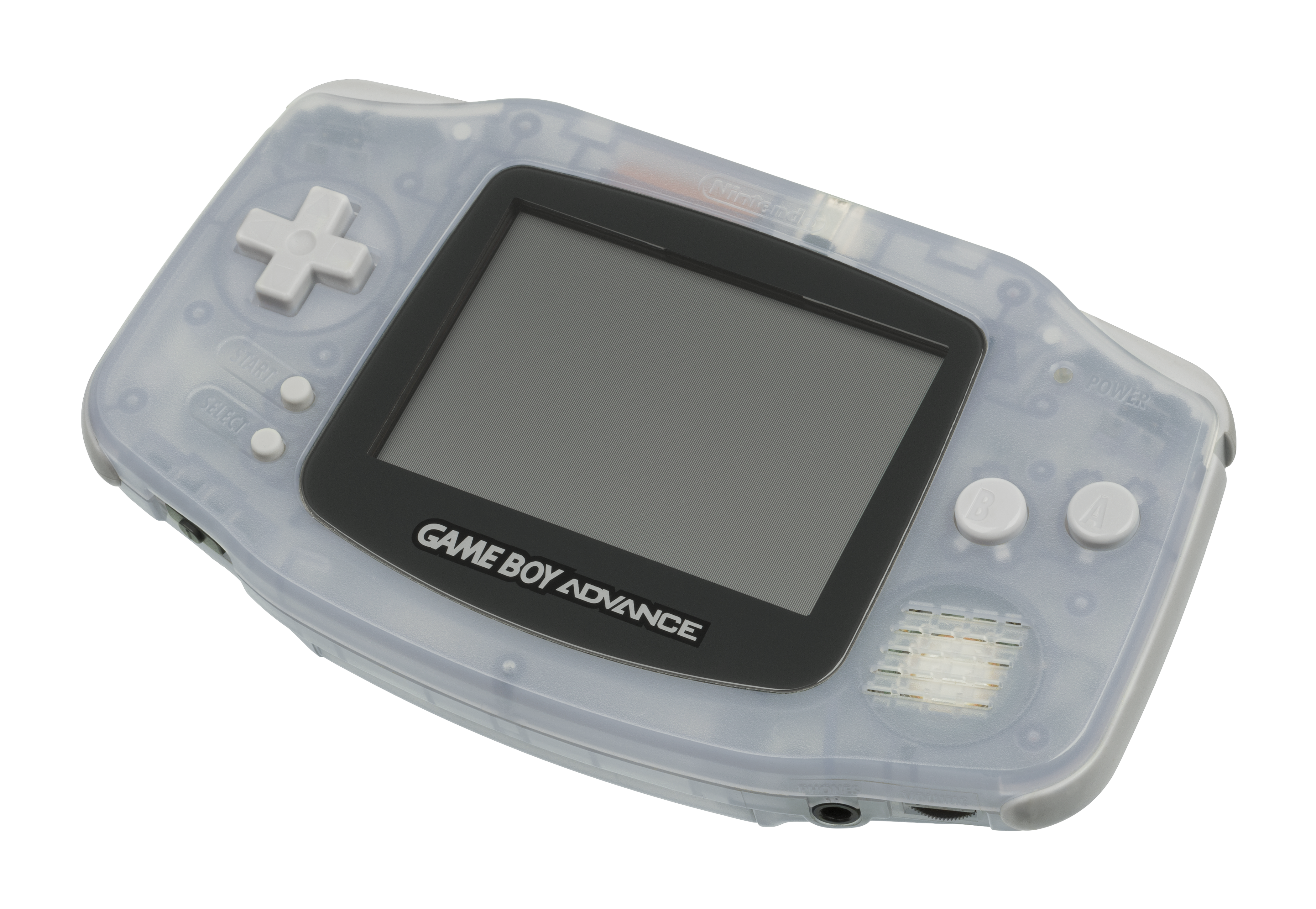
ゲームボーイアドバンス

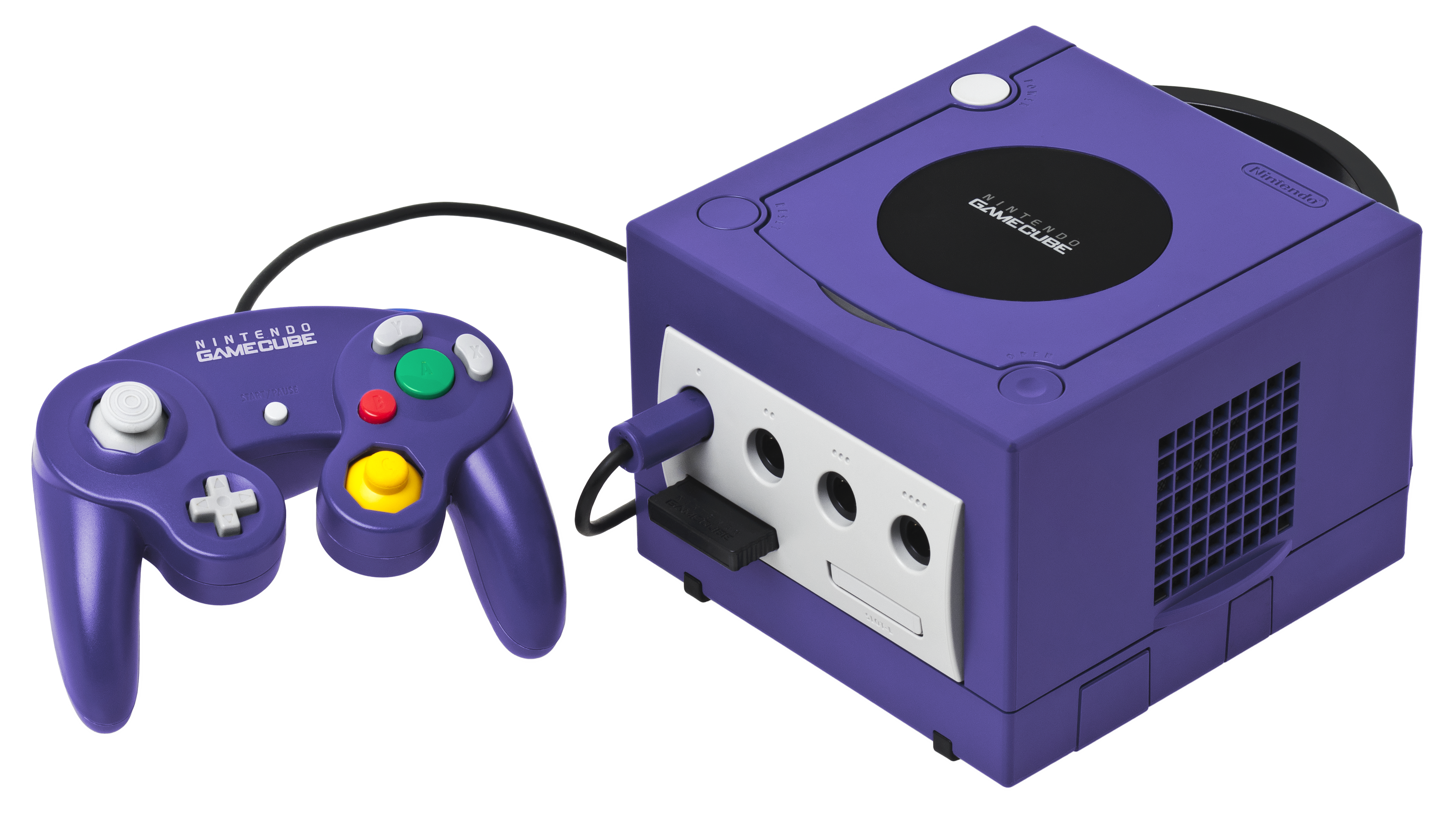
ニンテンドーゲームキューブ

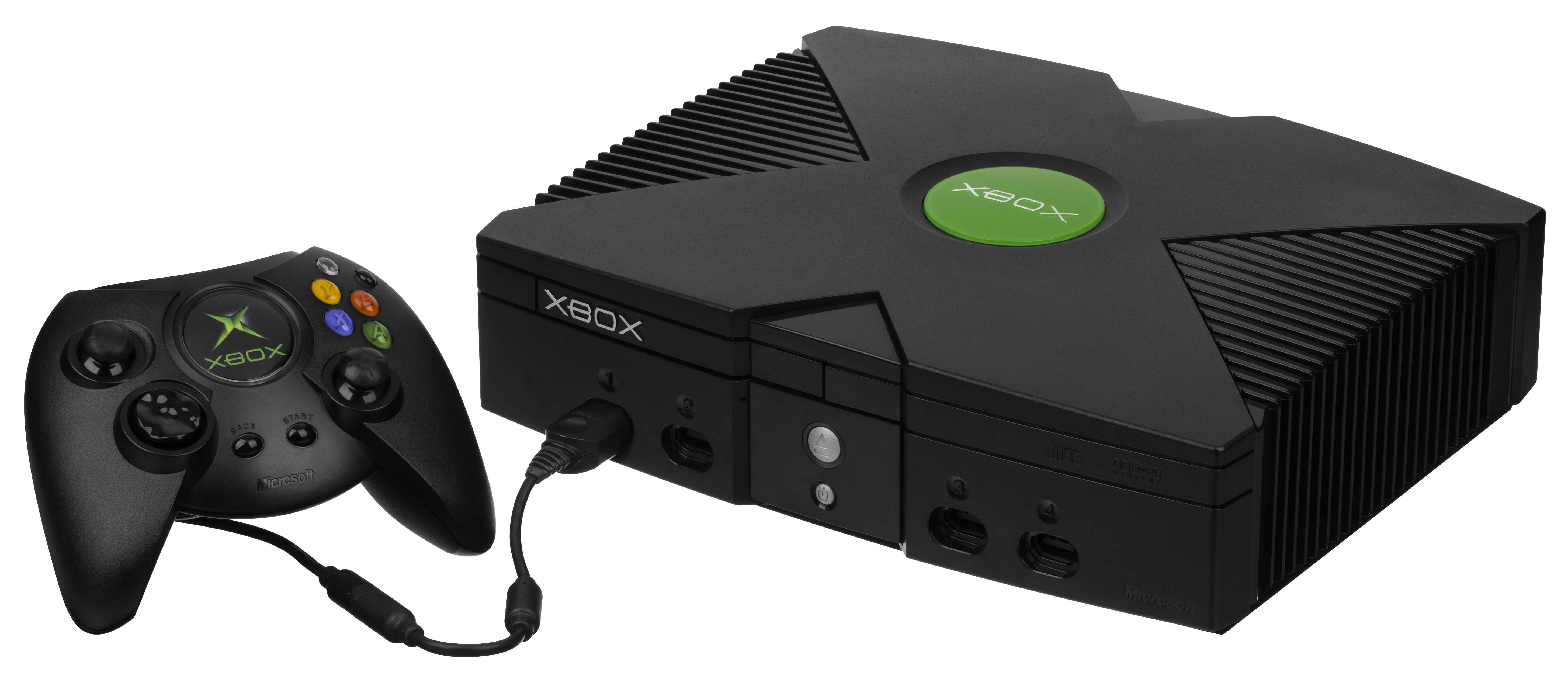
Xbox

以下の発売日は、その商品が世界で最初にリリースされた日付（日本のメーカーのソフトでは日本が最初の場合が多い）を記している。
- 1月25日 - カプコンがPS2用ソフト『鬼武者』を発売。
- 3月21日 - 任天堂が携帯型ゲーム機「ゲームボーイアドバンス」を日本で発売。欧米では6月に発売されている。
- 3月31日 - セガが「ドリームキャスト」の製造を打ち切り、ハード機部門から完全撤退。
- 5月30日 - PopCap Gamesがブラウザゲーム『Bejeweled』をリリース。マッチ3ゲームの元祖とされる。
- 7月19日 - スクウェアがPS2用ソフト『ファイナルファンタジーX』を発売。
- 8月23日 - カプコンがPS2用ソフト『デビルメイクライ』を発売。
- 9月14日 - 任天堂が家庭用ゲーム機「ニンテンドー ゲームキューブ」を日本で発売。北米では11月、ヨーロッパでは翌年に発売されている。
- 11月15日 - マイクロソフトが北米で「Xbox」を発売し、家庭用ゲーム業界に参入。なお、日本やヨーロッパなどでは翌年に発売されている。
- 11月21日 - 任天堂がゲームキューブ用ソフト『大乱闘スマッシュブラザーズDX』を発売。

### 世相
- 21世紀最初の年は、9.11テロによって世界の流れが一変したといえる。

## 誕生

### 1月
- 1月1日 - アンガーリー・ライス、女優
- 1月1日 - ウィンター、アイドル (aespa)
- 1月2日 - 樋口新葉、フィギュアスケート選手
- 1月6日 - 上垣皓太朗、アナウンサー
- 1月6日 - 村松開人、プロ野球選手
- 1月8日 - 山田杏奈、女優
- 1月9日 - ロドリゴ・シウバ・デ・ゴエス、サッカー選手
- 1月12日 - 吉田輝星、プロ野球選手
- 1月13日 - 李承信、ラグビー選手
- 1月18日 - 露木志奈、環境活動家
- 1月18日 - 富田鈴花、アイドル、女優（日向坂46）
- 1月29日 - 井上梨名、アイドル、女優（櫻坂46）

### 2月
- 2月1日 - 富永啓生、バスケットボール選手
- 2月2日 - 牧野真莉愛、歌手（モーニング娘。）
- 2月5日 - キム・ミンジュ、女優、元アイドル（元IZ*ONE）
- 2月8日 - アイエン、ミュージシャン (Stray Kids)
- 2月15日 - 丹生明里、アイドル、女優（日向坂46）
- 2月19日 - ダヴィード・マズーズ、俳優
- 2月21日 - イザベラ・エーカーズ、女優
- 2月22日 - 横山玲奈、歌手（モーニング娘。）
- 2月23日 - 久間田琳加、モデル

### 3月
- 3月2日 - 後藤希友、ソフトボール選手
- 3月6日 - アリアーナ・エンジニア、女優
- 3月12日 - 高橋文哉、俳優、モデル
- 3月13日 - ボムギュ、アイドル (TOMORROW X TOGETHER)
- 3月17日 - ピエトロ・ペッレグリ、サッカー選手
- 3月19日 - ウンソク、韓国の男性アイドルグループ（RIIZE）
- 3月23日 - ジョナゴールド、歌手、元アイドル（元りんご娘）
- 3月24日 - 中野愛理、アイドル（SKE48）

### 4月
- 4月16日 - 奥川恭伸、プロ野球選手
- 4月16日 - 玉村昇悟、プロ野球選手
- 4月17日 - 黒川史陽、プロ野球選手
- 4月23日 - 高倉萌香、アイドル（元NGT48）
- 4月28日 - マデリン・ハリス、イギリスの女優
- 4月28日 - 夢咲ももな、モデル

### 5月
- 5月7日 - 段原瑠々、アイドル (Juice=Juice)
- 5月8日 - 影山優佳、タレント（元日向坂46）
- 5月16日 - 実土里、タレント、アイドル（ライスボール）
- 5月28日 - 佐々木莉佳子、歌手、女優、モデル（元アンジュルム）

### 6月
- 6月4日 - 久保建英、サッカー選手
- 6月12日 - 井上瑠夏、アイドル（SKE48）
- 6月21日 - 森本深月、アナウンサー（テレビ山口）
- 6月18日 - ガブリエウ・テオドロ・マルティネッリ・シウヴァ、サッカー選手
- 6月18日 - 矢吹奈子、元アイドル、女優（元HKT48、元IZ*ONE）
- 6月20日 - 笹生優花、プロゴルファー
- 6月22日 - 石川昂弥、プロ野球選手
- 6月22日 - 出口結菜、アイドル（NMB48）
- 6月25日 - 平手友梨奈、女優、歌手、元アイドル（元欅坂46）

### 7月
- 7月10日 - イザベラ・メルセード、女優・歌手
- 7月10日 - 森田ひかる、アイドル（櫻坂46）
- 7月14日 - 久保史緒里、アイドル、女優（乃木坂46）
- 7月17日 - 井上玲音、アイドル（Juice=Juice、元こぶしファクトリー）
- 7月18日 - 安部若菜、アイドル（NMB48）、小説家
- 7月23日 - 河田陽菜、アイドル、女優（日向坂46）

### 8月
- 8月2日 - 山下美夢有、プロゴルファー
- 8月3日 - 坂詰姫野、テニス選手
- 8月4日 - 加藤清史郎、俳優
- 8月5日 - アンソニー・エドワーズ、バスケットボール選手
- 8月6日 - タイ・シンプキンス、俳優
- 8月7日 - 大西流星、アイドル、俳優（なにわ男子）
- 8月7日 - 橋本大輝、体操競技選手
- 8月8日 - 賀喜遥香、アイドル、女優（乃木坂46）
- 8月8日 - 北川悠理、女優、元アイドル（元乃木坂46）
- 8月9日 - 佐藤璃果、アイドル、女優（乃木坂46）
- 8月21日 - 本田真凜、フィギュアスケート選手
- 8月22日 - ラメロ・ボール、バスケットボール選手
- 8月25日 - 宮城大弥、プロ野球選手
- 8月29日 - 藤吉夏鈴、アイドル、女優（櫻坂46）
- 8月30日 - 池﨑理人、アイドル (INI)
- 8月31日 - 白藤環、VRアイドル（えのぐ）
- 8月31日 - 森七菜、女優、歌手

### 9月
- 9月2日 - 髙橋藍、バスケットボール選手
- 9月6日 - 野島樺乃、歌手（元SKE48）
- 9月12日 - 田中美久、タレント（元HKT48）
- 9月13日 - 西純矢、プロ野球選手
- 9月21日 - 向野存麿、声優
- 9月22日 - 髙橋ひかる、モデル、女優
- 9月26日 - 長岡秀樹、プロ野球選手
- 9月27日 - 中村麗乃、女優、元アイドル（元乃木坂46）

### 10月
- 10月1日 - メイソン・グリーンウッド、サッカー選手
- 10月3日 - 遠藤さくら、アイドル、女優（乃木坂46）
- 10月3日 - 山之内すず、女優
- 10月4日 - 出口夏希、モデル、女優
- 10月6日 - 本田仁美、アイドル（元AKB48、元IZ*ONE）
- 10月12日 - レイモンド・オチョア、俳優
- 10月14日 - 松永あかね、声優
- 10月14日 - ローワン・ブランチャード、女優
- 10月25日 - エリザベート・ド・ベルジック、ベルギー王女
- 10月26日 - 上野愛咲美、囲碁棋士
- 10月31日 - 金川紗耶、アイドル、女優（乃木坂46）

### 11月
- 11月3日 - 佐々木朗希、プロ野球選手
- 11月6日 - 聖愛、キックボクサー
- 11月10日 - 阪口珠美、女優、元アイドル（元乃木坂46）
- 11月12日 - ラフィー・キャシディ、女優
- 11月13日 - 太陽、タレント、アイドル（ライスボール）
- 11月23日 - 原優寧、アイドル（SKE48）
- 11月26日 - 白岩優奈、フィギュアスケート選手
- 11月28日 - 関航太郎、囲碁棋士
- 11月30日 - 赤坂麻凪、俳優、モデル、元アイドル（元りんご娘）

### 12月
- 12月1日 - 愛子内親王、日本の皇族
- 12月2日 - 柿崎芽実、アイドル（元日向坂46）
- 12月12日 - 細田佳央太、俳優
- 12月14日 - 岩渕麗楽、スノーボーダー
- 12月17日 - 三浦璃来、フィギュアスケート選手
- 12月18日 - 小畑優奈、タレント（元SKE48）
- 12月18日 - ビリー・アイリッシュ、シンガーソングライター
- 12月31日 - 本多灯、競泳選手

## ノーベル賞
- 物理学賞：エリック・コーネル、ヴォルフガング・ケターレ、カール・ワイマン
- 化学賞：ウィリアム・ノールズ、野依良治、バリー・シャープレス
- 生理学・医学賞：リーランド・ハートウェル、ティモシー・ハント、ポール・ナース
- 文学賞：V・S・ナイポール
- 平和賞：国際連合、コフィー・アナン
- 経済学賞：ジョージ・アカロフ、マイケル・スペンス、ジョセフ・E・スティグリッツ